# SS Bardic (1919)
SS Bardic byl parník s tonáží 8 010 BRT společnosti White Star Line vybudovaný roku 1919 v loděnicích Harland & Wolff v Belfastu, původně ale pod jménem War Priam, než byl prodán White Star Line a přejmenován. Sloužil jako nákladní loď. V roce 1925 najel na útes Stag Rock poblíž ostrova Wight. V roce 1926 byl kvůli stáří a pomalosti prodán Aberdeen line a přejmenován na Horatius. Pod touto společností sloužil sedm let, poté byl opět prodán Shaw-Savill and Abion line a přejmenován na Kumara. V roce 1937 byl prodán do Řecka a přejmenován na Marathon. 3. září 1941, když plul s kapverdským konvojem, byl zasažen a potopen německou bitevní lodí Scharnhorst.